# Deklaracja cenzusowa (papirus Biblioteki Narodowej)
Deklaracja cenzusowa – starożytny dokument ze 161 r. n.e., spisany na papirusie w języku greckim, będący najstarszym rękopisem w zbiorach Biblioteki Narodowej w Warszawie.
Papirus zawiera zeznanie majątkowe Hatresa syna Sataboutosa z 28 lipca 161. Wymiary papirusu to 21,5×8,5 cm. Manuskrypt pochodzi ze starożytnej osady Soknopaiu Nesos w Fajum w Egipcie. W zbiorach Biblioteki Narodowej oznaczony jest sygnaturą Akc. 9397. Wcześniej znajdował się w zbiorach Muzeum Egipskiego w Berlinie (sygn. P.6883). Szklana oprawa o wymiarach 28×13,5 cm została wykonana w XX wieku.